# ヘー・ラーム
『ヘー・ラーム』（Hey Ram）は、2000年のインドの叙事詩的歴史映画。ヒンディー語・タミル語で同時製作された映画であり、監督・製作・脚本・主演はカマル・ハーサンが務め、シャー・ルク・カーンが共演している。インド・パキスタン分離独立や直接行動の日、マハトマ・ガンディー暗殺事件を題材にしており、ヒンディー語版の配給はシャー・ルク・カーンのドリームズ・アンリミテッドが手掛けた。興行収入は伸び悩んだものの、批評家からは高い評価を得ており、国家映画賞で3部門受賞したほか、アカデミー外国語映画賞のインド代表作品にも選出されている。

## ストーリー
1999年。チェンナイで暮らすヒンドゥー教徒の老人サケート・ラームが89年の生涯を終えようとしていた。彼は歴史作家として大成した孫サケート・ラーム・ジュニアと主治医ムナワルの介護を受けており、ラーム・ジュニアは幼少のころから聞いていた祖父の奇妙な物語を次回作の題材にしようと考えていた。ラーム・ジュニアが物語を語り始める中、最期の時を迎えるラームは過去の物語を追体験する。
1946年。ラームはパターン人ムスリムの友人アムジャド・アリー・カーンやシンド人のラールワーニーと共に、モーティマー・ウィーラー率いる考古学チームの一員としてモヘンジョダロで発掘調査に従事していた。考古学チームのイギリス人とインド人は良好な関係を築いており、ラームとアムジャドはインドとパキスタンの分離独立に反対の立場をとっていた。分離独立が現実味を帯び、多くのムスリムがパキスタンへの移住を進める中、インドこそが故郷と信じるアムジャドは同胞たちと別れてインドに残ることを決断する。そんな中、暴動を避けるために発掘調査が中止されたため、ラームは妻アパルナーが待つカルカッタに向かうが、途中でムスリムの暴動を目の当たりにする。ラームは食料の買い出しに向かい、その途中で暴徒化したムスリムに襲われていたシク教徒の少女を助け出す。自宅に戻ったラームは、懇意にしていた仕立屋のアルターフとムスリムの集団に襲われ、彼らはサケートの眼前でアパルナーを強姦するが、警官隊がビルに突入したため、アパルナーを殺して逃走する。妻を殺されたラームは銃を手に彼らを追いかけ、捕えたアルターフを射殺する。その後、ラームは暴徒化したムスリムを殺し回る中で、ヒンドゥー教徒の一団を率いるタンジャーヴール・マラーティー人のシュリーラーム・アバヤンカルと出会う。ラームがヒンドゥー教徒であることを知ったアバヤンカルは、彼を自分の率いる民兵組織に勧誘して「一連の混乱の原因はモーハンダース・ガンディーにある」と告げ、ガンディーを批判した書籍を読むように勧める。
1947年。ラームは故郷のタンジャーヴールに戻り、兄バーシャームと姉ヴァサンタから再婚するように勧められ、家族ぐるみの付き合いがあるマイティリと再婚する。盛大な結婚式が執り行われる中、ラームは幼馴染のヴェーダとヤーギャムに「インドの分割という世界最大の政治的離婚が進んでいるのに、自分が幸せになれる理由がない」と心情を吐露する。初夜を迎え、ラームはマイティリがガンディーを信奉していること、数日後にガンディーがカルカッタ暴動の日に合わせて同地を訪問することを知り単身カルカッタに向かい、かつての自宅を訪れてアパルナーのことを思い出して悲観に暮れる。その後、ラームはガンディーやベンガル州首相のフサイン・シャヒード・スフラワルディーに暴動の責任を追及するための抗議運動に参加し、群衆に詰め寄られた2人は責任を認めて許しを求めた。2人の真摯な姿を見た群衆は怒りを鎮めるが、ラームだけは2人の謝罪を受け入れようとしなかった。その後、ラームは結婚生活を過ごす中で次第にマイティリを愛するようになり、新婚旅行でボンベイ州を訪れるが、そこでアバヤンカルと再会し、彼に連れられて退位した藩王のもとを訪れる。藩王とアバヤンカルに誘われて狩猟に出かけたラームは、そこでラールワーニーと再会し、彼の家族がカルカッタの暴動で殺されたことを聞かされ、自分がアパルナーの死を乗り越えていないことに気付き、再び憎悪の感情が芽生えてくる。アバヤンカルと藩王はインドの分裂と宗教間の暴動の責任はガンディーにあり、ヒンドゥー教徒ではなくムスリムを保護しようとする彼を裏切り者と断罪し、ラームにガンディーを暗殺するように指示する。また、落馬が原因で全身不随に陥ったアバヤンカルは、ラームにすべての人間との関係を捨て、ガンディー暗殺に専念するように告げる。
物語は現代に戻り、ラームの病状が悪化したため、ラーム・ジュニアとムナワルは彼を病院に連れて行こうとするが、チェンナイ市内でヒンドゥー教徒とムスリムの暴動が発生したため警官に通行を止められてしまう。ラームはこの日がバーブリー・マスジド破壊の日だったことを思い出し、現代でも両宗教の対立が続いていることを嘆く。ラームたちは警官の指示で地下シェルターに避難し、そこでガンディーの暗殺について回想する。
インド独立後、マドラスに戻ったラームはガンディー暗殺の準備を進めるが、夫の態度が変わっていくことを心配したマイティリは、彼を励ますために自分の両親やラームの両親をマドラスに呼ぶ。しかし、ガンディー暗殺の決意を固めたラームは彼女のもとを去り、ヴァーラーナシーで身体を清める。その後、デリーに向かったラームはホテルに宿泊するが、そのホテルには同じくガンディーの暗殺を狙うナトラム・ゴドセも宿泊していた。その直後、警官がゴドセを尋問するためにホテルを訪れ、危険を察知したラームは銃を配送トラックに隠してホテルを後にする。ラームは銃を取り戻すためチャンドニー・チョークのソーダ工場に向かうが、そこでアムジャドと再会し、彼は妻ナフィーサーや子供、同法のムスリムたちと共にヒンドゥー教徒の暴徒からの迫害を恐れて工場内に隠れていたことを明かす。彼らは銃を手にしたラームが自分たちを殺しに来たと疑い、ラームとアムジャドは工場を脱出する。その途中、ラームがガンディーを殺そうとしていることを知ったアムジャドは、自分の父親がヒンドゥー教徒に殺されたことを語り、ガンディー暗殺を諦めて憎しみの連鎖を断ち切るように説得するが、直後にヒンドゥー教徒の暴徒に襲われて重傷を負う。ラームはアムジャドを連れて工場に戻り、暴徒からムスリムを守ろうと奮闘するが、その中でアムジャドが撃たれてしまう。病院に搬送されたアムジャドは、警官から暴動の原因になったヒンドゥー教徒の男（ラーム）について尋問されるが、彼は「そんな男は知らない。自分が知っているのは命がけで自分の命を救ってくれた兄ラームだけだ」と告げ、ラームの手を握りながら息を引き取った。アムジャドの死後、ラームはガンディーに会いに来た義父ウッピリと出会い、彼から叔父と姉が死んだことを聞かされる。ガンディーは、ラームがムスリムを守るために戦ったことを知り、パキスタンまでの旅に同行するように勧める。ラームはガンディーの愛と非暴力の考えに触れて改心し、彼の暗殺を計画していたことを告白して許しを請おうとするが、ガンディーはラームの言葉を遮り、「パキスタンまでの道のりで語り合おう」と告げるが、直後にゴドセに暗殺される。ラームはゴドセを殺そうとするが、その場にいた男によって阻止され、ゴドセが連行される姿を見送る。
物語は再び現代に戻り、暴動が沈静化する中でラームは孫に最期の言葉を伝えて息を引き取る。ラームの葬儀が執り行われる中、ガンディーの曾孫トゥシャール・ガンディーが弔問に訪れ、ラーム・ジュニアは祖父が生涯大切に手元に置いていたガンディーの遺品（履物と眼鏡）を彼に手渡す。

## キャスト
- サケート・ラーム・アイエンガル（バイラヴ） - カマル・ハーサン
- アムジャド・アリー・カーン（バーラト） - シャー・ルク・カーン
- アンブジャム - ヘマ・マリニ
- アパルナー・ラーム - ラーニー・ムカルジー
- マイティリ・ラーム・アイエンガル - ヴァスンダーラー・ダース（英語版）
- ウッピリ・アイエンガル - ギリーシュ・カルナード（英語版）
- モーハンダース・カラムチャンド・ガンディー - ナシールッディーン・シャー
- カストゥルバ・ガンディー（英語版） - ファリーダー・ジャラール
- ゴーエル - オム・プリ
- シュリーラーム・アバヤンカル（ラーマクリシュナ・パーンデー） - アトゥル・クルカルニー
- 藩王 - ヴィクラム・ゴーカレー（英語版）
- マノーハル・ラールワーニー - サウラブ・シュクラ
- イブラーヒーム - ナーサル
- ムナワル医師 - アッバース（英語版）
- マイティリの祖母 - ソウカル・ジャーナキ（英語版）
- バーシャーム・アイエンガル - ヴァーリ（英語版）
- ナフィーサー - イラヴァティ・ハルシェ・マヤデーヴ（英語版）
- K・T・チャーリー - V・S・ラーガヴァン（英語版）
- チャーリー - デリー・ガネーシュ（英語版）
- ゴーヴァルダン - ゴーラプディ・マルティ・ラーオ（英語版）
- ジャヤー - チャヴィ・ヴァシシュト
- ヤーギャム - Y・G・マヘンドラン（英語版）
- ヴェーダ：タミル語版/アルン・メーヘラー（ヴェーダ）：ヒンディー語版 - ヴァイヤプリー（英語版）
- フサイン・シャヒード・スフラワルディー（英語版） - アルン・バーリ（英語版）
- アルターフ - シャダーブ・カーン（英語版）
- クレーシー - ヤティン・カルエルカール（英語版）
- ジャラール - マノージュ・パーワ（英語版）
- モーハンガンディー・ラーマン - チャンドラハーサン
- ハージュラー・ベーグム - モーヒニ・マトゥール
- 本人役 - トゥシャール・ガンディー（英語版）
- ナトラム・ゴドセ - シャラド・ポンクシェ（英語版）
- ラーニー - シュバンギ・ゴーカレー（英語版）
- チャットーパディヤーイ - アンナプルナ（英語版）
- ヴァッラブバーイー・パテールの娘 - シュルティ・ハーサン
- シャンカル・キシュタヤ - アラヴィンド・アーカーシュ（英語版）
- アパルナーを襲った男 - サティヤジート（英語版）
- パルタサーラティー - A・C・ムラリ・モーハン（英語版）
- プシュパ・アイエンガル - ニキータ・アーリヤー（英語版）
- サケート・ラーム・ジュニア - ゴータム・カンタダーイ

## 製作

### 企画
カマル・ハーサンは1998年を通して、監督・製作・主演を務める『Marudhanayagam』の撮影に取り掛かっていたが、資金不足のため開発地獄に陥っており、また同作の撮影に専念するために『Kaathala Kaathala』以外の作品への出演を控えていたため、ファンの間には落胆の声が広がっていた。こうした意見を耳にしたカマル・ハーサンは、『Marudhanayagam』の撮影を再開する前に新たな映画『ヘー・ラーム』の製作を開始した。彼が『ヘー・ラーム』の製作を決意したのは、マハトマ・ガンディーを慕う家庭で育ちながら、10代のころにはガンディーに対して批判的な考えを抱くようになっていたことが背景にあり、公開後のインタビューで「彼のありのままの姿を見せたかったんです。彼のすべてを取り除き、あらゆる批判を浴びせてなお、彼は善き人として姿を現すのです。私にとって、非常に驚きを禁じ得ませんでした」と語っている。
当初、映画のタイトルにはガンディーの自伝『真理を対象とした私の実験について』から引用した「Satya Sodanai（真理の実験）」が候補に挙がっていたが、最終的にガンディーが死ぬ間際に発したとされる言葉「Hey Ram（おお、神よ）」がタイトルに採用された。同作はカマル・ハーサンとチャンドラハーサンが経営するラージ・カマル・フィルムズ・インターナショナルが製作を手掛け、同社がヒンディー語・タミル語で同時製作した最初の映画作品である。ヒンディー語の台詞はマノーハル・シャーム・ジョーシーが手掛け、撮影監督にはティル、編集技師にはレーヌー・サルジャーがそれぞれ起用された。

### キャスティング
パターン人のアムジャド・アリー・カーン役にはヒンディー俳優のシャー・ルク・カーンが起用されたが、これは彼の父親がペシャーワル出身のパターン人だったことが理由とされている。シャー・ルク・カーンにとって『ヘー・ラーム』がタミル語映画デビュー作であり、彼はタミル語版の吹き替えを自分で行っている。また、「尊敬する映画界の偉人と仕事を共にできることは名誉である」として、無報酬で出演している。シュリーラーム・アバヤンカル役にはマラーティー俳優のモーハン・ゴーカレーが起用されたが、製作中に心臓発作で急死したため、カマル・ハーサンは後任としてマラーティー俳優のアトゥル・クルカルニーを起用した。また、カマル・ハーサンは女優業を休止していたヘマ・マリニに出演を依頼し、彼女をアンブジャム役に起用した。アンブジャムの娘マイティリ役にはヘマ・マリニの娘イーシャー・デーオールが検討されたが、最終的にヴァスンダーラー・ダースが起用され、タミル語映画デビューを果たした。このほか、カマル・ハーサンの娘シュルティ・ハーサンがヴァッラブバーイー・パテールの娘役として映画デビューを果たしている。
カマル・ハーサンは『ガンジー』でガンディー役を演じたベン・キングズレーの起用を考えていたが、「映画が陳腐化し、誠実ではなくなる」と考えを改め、舞台演劇でガンディーを演じた経験のあるナシールッディーン・シャーを起用した。彼は長時間のメイクアップ作業に難色を示したものの、最終的には出演を承諾した。また、カマル・ハーサンは主人公サケート・ラームの妻アパルナー役にはベンガル人女優を希望し、ヒンディー女優のラーニー・ムカルジーを起用した。シンド人のラールワーニー役には『Satya』の演技でカマル・ハーサンの目に留まったサウラブ・シュクラが起用され、サケートの義父ウッピリ役にはギリーシュ・カルナードが起用され、ガンディー暗殺犯ナトラム・ゴドセ役にはシャラド・ポンクシェが起用された。彼はマラーティー演劇『Me Nathuram Godse Boltoy』でゴドセ役を演じた経験を持つことから、ギリーシュ・カルナードがゴドセ役としてカマル・ハーサンに推薦した。また、ガンディーの曾孫トゥシャール・ガンディーが出演を希望したことから、要望を受け入れたカマル・ハーサンは本人役として彼を出演させている。このほか、アムジャドの母ハージュラー役にはカマル・ハーサンの希望で、13歳の時にガンディーが暗殺される瞬間を目撃した女性モーヒニ・マトゥールが起用された。

### 撮影
1999年3月22日から主要撮影が始まり、カーンチープラムのシャンカラ・アーチャーリヤのインタビュー映像が撮影されたが、後に論争を避けるために出演シーンを削除するように製作サイドに要請している。また、撮影現場での台詞の録音作業のため、著名な録音技師であるシュリーヴァースタヴが起用されている。『ヘー・ラーム』には製作費として1億1000万ルピー（カマル・ハーサンの出演料を除いた金額）が投じられ、モヘンジョダロのシーンを撮影するためにチェンナイ近郊の村に巨大な撮影セットが作られたが、これはモヘンジョダロがパキスタン領内にあり、政治的な理由で撮影することが困難だったためである。

### 音楽

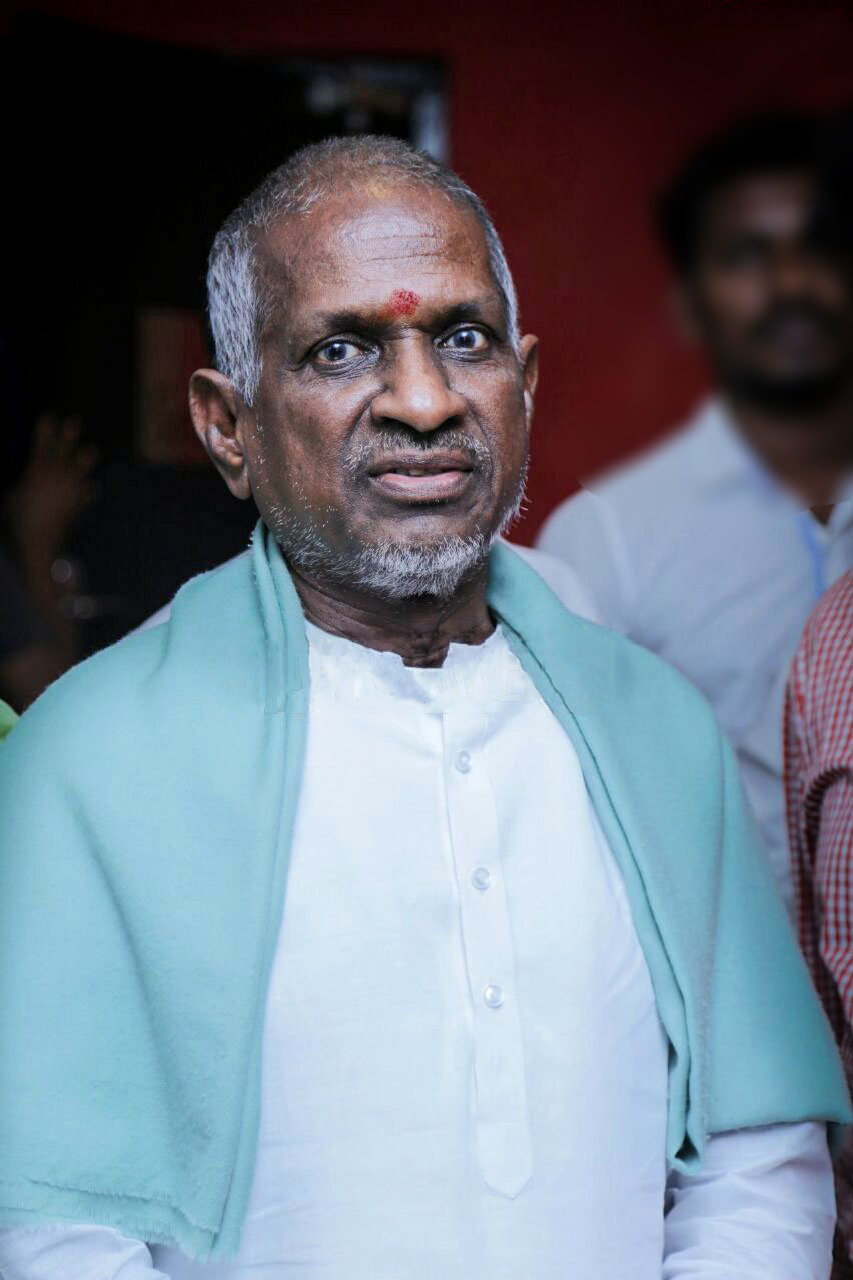
イライヤラージャー

当初、作曲家にはL・スブラマニヤムが起用され、カマル・ハーサンは彼が作曲した楽曲とストーリーシーンの撮影を終了させたものの、スブラマニヤムが150万ルピーの報酬と自分の顔を宣伝ポスターに掲載することを要求したため決裂し、彼を降板させて新たにイライヤラージャーを起用したという。一方、スブラマニヤムは降板した理由について「映画の題材が原因でヒンドゥー教徒の気分を害することを恐れて降板した」と語っている。
カマル・ハーサンは新たな楽曲を作るようにイライヤラージャーに指示し、さらに撮影済みの歌曲シーンの映像に合わせた楽曲を作るのが困難な場合は映像を破棄して再撮影することも提案したところ、イライヤラージャーは映像に合わせた楽曲をスブラマニヤムが作った歌詞を変えずに作曲してくれたという。背景音楽と楽曲のレコーディングはブダペスト交響楽団が手掛けており、国外の交響楽団がインド映画のレコーディングに参加したのは『Guru』に続いて2作目であ、タミル語映画としては『ヘー・ラーム』が初となる。挿入曲のうち「Isaiyil Thodangudhamma」は当初の予定になかったものの、あるシーンの映像を見たイライヤラージャーが映像に相応しい楽曲を作りたいと希望し、楽曲の追加に難色を示していたカマル・ハーサンを説得して楽曲の追加を認めさせ、ヒンドゥスターニー音楽家のアジョイ・チャクラバルティーを歌手として迎えて「Isaiyil Thodangudhamma」を作曲したという。イライヤラージャーの楽曲について、『チェンナイ・オンライン』は「豊かなアコースティック・スコアを持ったこのアルバムは、間違いなくイライヤラージャーの最高傑作の一つである」、『ミュージック・マガジン』は「イライヤラージャーの最高傑作であるこの楽曲は、壮大さがあり、心に残るような美しさを示してくれる。『ヘー・ラーム』は本当にエキサイティングなアルバムだ」とそれぞれ批評している。
| #  | タイトル                                 | 作詞                                             | 作曲・編曲 | 歌手                                                     |
| -- | ---------------------------------------- | ------------------------------------------------ | ---------- | -------------------------------------------------------- |
| 1. | 「Ram Ram」                              | カマル・ハーサン                                 |            | カマル・ハーサン、シュルティ・ハーサン                   |
| 2. | 「Nee Partha」                           | カマル・ハーサン、ジバーナーナンダ・ダース       |            | アシャ・ボスレ、ハリハラン、ラーニー・ムカルジー         |
| 3. | 「Pollatha Madhana Paanam」              | ヴァーリ、ジャグディーシュ・ケブドカール         |            | マハーラクシュミ・アイヤル、アヌパマ・デーシュパーンデー |
| 4. | 「Vaaranam Aayiram (Vaishnava Janatho)」 | ナルシン・メーヘター、アンダール、グナナクーダン |            | カナパディカール、ヴィバー・シャルマー                   |
| 5. | 「Isaiyil Thodanguthamma」               | イライヤラージャー                               |            | アジョイ・チャクラバルティー                             |
| 6. | 「Sanyaas Mantra」                       |                                                  |            | カマル・ハーサン、ヘマ・マリニ                           |
| 7. | 「Ramaranalum」                          | ヴァーリ                                         |            | カマル・ハーサン、ジョリー・ムカルジー、ハリハラン       |

| #  | タイトル                                                                          | 作詞                                     | 作曲・編曲 | 歌手                                               |
| -- | --------------------------------------------------------------------------------- | ---------------------------------------- | ---------- | -------------------------------------------------- |
| 1. | 「Hey! Ram」                                                                      | サミール                                 |            | カマル・ハーサン、シュルティ・ハーサン             |
| 2. | 「Janmon Ki Jwala」(ラーニー・ムカルジーによるジバーナーナンダ・ダースの詩の朗読) | サミール                                 |            | アシャ・ボスレ、ハリハラン                         |
| 3. | 「Asa Ga Madan Ban Ghusla Kasa」                                                  | サミール、ジャグディーシュ・ケブドカール |            | プリーティ・ウッタム、アヌパマ・デーシュパーンデー |
| 4. | 「Sanyaas Mantra」                                                                |                                          |            | カマル・ハーサン                                   |
| 5. | 「Chahe Pandit Ho」                                                               | サミール                                 |            | カマル・ハーサン、ハリハラン、ジョリー・ムカルジー |
| 6. | 「Prem Bann」                                                                     |                                          |            | プリーティ・ウッタム                               |
| 7. | 「Vaishnav Jana To」                                                              | アンダール、グナナクーダン、サミール     |            | ヴィバー・シャルマー                               |
| 8. | 「Har Koi Samjhe」                                                                | サミール                                 |            | アジョイ・チャクラバルティー                       |

## 公開
2000年8月18日にタミル語版・ヒンディー語版が公開され、2019年11月8日にはチェンナイのサティヤン・シネマズで再上映された。また、同日からAmazon Prime Videoでデジタルリマスター版の配信が開始された。国外では第25回トロント国際映画祭と第53回ロカルノ国際映画祭で上映されたほか、2015年には第10回ハビタット映画祭でも上映されている。
『ヘー・ラーム』は公開直後から「ガンディーを否定的に描いている」と批判を浴び、コルカタ・ヴァーラーナシー・インドール・ボーパール・ジャイプルなど各地でインド国民会議の党員・支持者による抗議活動（上映館の破壊行為）が巻き起こり、ナーグプルではプライベートで映画を観賞中だった市長が劇場内で襲撃される事件が発生し、警察が介入する事態に発展している。また、ムスリムからも「ムスリムを否定的に描いている」として批判の声が挙がっている。

## 評価

### 興行収入
ヒンディー語版は115スクリーンで公開され、公開初週末に2390万ルピーの興行収入を記録し、最終的な国内興行収入は8910万ルピーを記録している。また、年間興行成績は第35位の結果に終わっている。海外市場では公開初週末に35万ドルの興行収入を記録し、最終的な海外興行収入は55万ドルを記録している。

### 批評
『ヘー・ラーム』は多くの批評家から絶賛されている。『ザ・ヒンドゥー』のT・クリティカ・レッディは「スタイルも内容も一線を画したこの大作映画には、ライブサウンド、補綴メイクアップ（マイケル・ウェストモア）、素晴らしいアートワーク（サーブ・シリル）、丹念にデザインされた衣裳（サーリカー）のほかにも見どころがある……カマルとラーニーのケミストリーは、控えめに言っても爆発的な需要を満たしてくれた。シャー・ルク・カーンは普段通りの完璧な演技を披露し、ヴァスンダーラーはストイックな後妻役で鮮烈なデビューを飾った。そして、ガンディー役のナシールッディーン・シャーは多くの助演俳優たちを寄せ付けず、圧倒的な存在感を放っていた」と批評し、『ディナーカラン』は「2000年の幕開けによって、タミル語映画に大いなる歓喜がもたらされた!タミル人が世界基準に適合した映画を作り出したのだ」と賞賛している。また、『インディア・トゥデイ』のメティル・レヌーカーは映画の技術面とキャストの演技を高く評価し、『ニュー・ストレーツ・タイムズ』のK・N・ヴィジャンは「カマル・ハーサンは、様々な宗教間の団結の必要を訴えるメッセージを非常に上手く伝えてくれた」と批評したほか、『デカン・ヘラルドは「『ヘー・ラーム』は必見の映画だ。確かに上映時間は長いし、内容は単純だが、この映画は私たちの一部であり、すべてのインド人にとってのランドマークなのだ」と絶賛している。このほか、『カルキ』のS・チャンドラマウリは、カマル・ハーサンの演技、歯切れのよい台詞、往年の時代を再現したアートワーク、シンボリズムを絶賛する一方、異なる言語を話すキャラクターが登場するため、その部分が他言語の映画を観賞しているような印象を受けると指摘し、さらに主人公サケートが時間をかけてリアリスティックに作り込まれたキャラクターにもかかわらず、心情の変化が急過ぎると批判しており、最終的に「この映画は都市部の観客には受け入れられるだろうが、農村部では言語が障壁になることは避けられないだろう。もし映画が成功を収めたのなら、この国にとってもタミル語映画界にとっても素晴らしいことだ」と見解を述べている。

### 受賞・ノミネート
| 映画賞                                  | 部門                       | 対象                     | 結果       | 出典   |
| --------------------------------------- | -------------------------- | ------------------------ | ---------- | ------ |
| 第47回国家映画賞                        | 助演男優賞                 | アトゥル・クルカルニー   | 受賞       | [ 44 ] |
| 第47回国家映画賞                        | 衣装デザイン賞             | サーリカー               | 受賞       | [ 44 ] |
| 第47回国家映画賞                        | 特殊効果賞                 | マントラ                 | 受賞       | [ 44 ] |
| 第46回フィルムフェア賞                  | 助演男優賞                 | アトゥル・クルカルニー   | ノミネート | [ 45 ] |
| 第48回フィルムフェア賞 南インド映画部門 | タミル語映画部門主演男優賞 | カマル・ハーサン         | 受賞       | [ 46 ] |
| 第7回スター・スクリーン・アワード       | 主演男優賞                 | カマル・ハーサン         | ノミネート | [ 47 ] |
| 第7回スター・スクリーン・アワード       | 助演男優賞                 | アトゥル・クルカルニー   | ノミネート | [ 47 ] |
| 第7回スター・スクリーン・アワード       | 新人女優賞                 | ヴァスンダーラー・ダース | ノミネート | [ 47 ] |
| 第7回スター・スクリーン・アワード       | 作曲賞                     | イライヤラージャー       | 受賞       | [ 47 ] |
| 第7回スター・スクリーン・アワード       | 撮影賞                     | ティル                   | ノミネート | [ 47 ] |
| 第7回スター・スクリーン・アワード       | 美術監督賞                 | サーブ・シリル           | ノミネート | [ 47 ] |
| 第7回スター・スクリーン・アワード       | 音響録音賞                 | シュリーヴァースタヴ     | ノミネート | [ 47 ] |
| 第7回スター・スクリーン・アワード       | 特殊効果賞                 | 『ヘー・ラーム』         | ノミネート | [ 47 ] |
| ベンガル映画ジャーナリスト協会賞        | 年間活動賞                 | カマル・ハーサン         | 受賞       | [ 48 ] |